# Vaal stormvogeltje

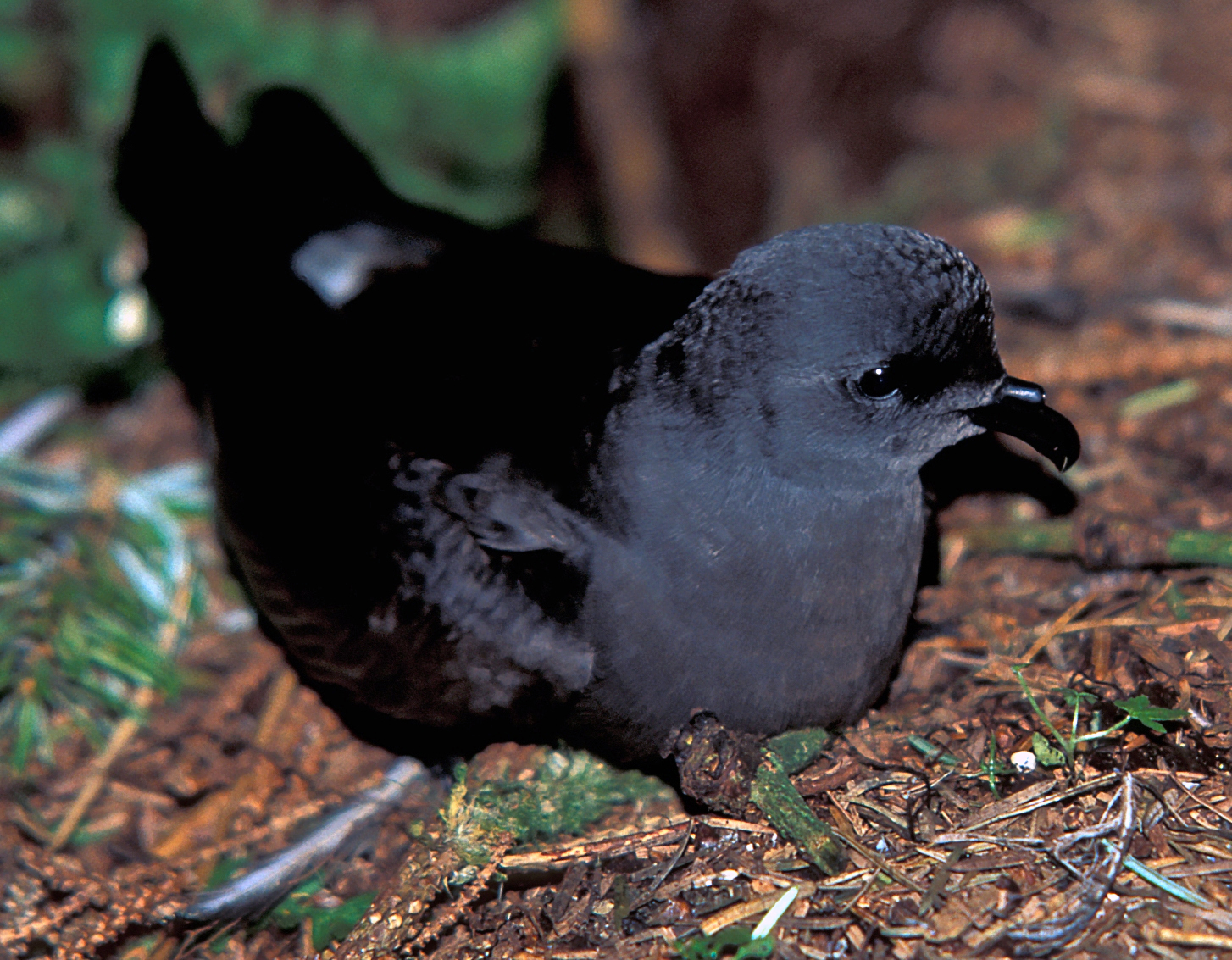
Vaal stormvogeltje aan land op broedeiland

Het vale stormvogeltje (Hydrobates leucorhous synoniem: Oceanodroma leucorhoa) is een vogel uit de orde van buissnaveligen (Procellariiformes). De vogel lijkt uiterlijk en qua gedrag sterk op het (gewone) stormvogeltje, maar is gemiddeld 4 centimeter langer.

## Kenmerken
De vogel is 18 tot 21 cm lang en heeft een spanwijdte van 43 tot 48 cm. De vogel is overwegend dofzwart en donker bruingrijs van kleur. De vleugels zijn lang en spits en er is contrast tussen de bijna zwarte slagpennen en de bruingrijze bovenvleugeldekveren. Dit contrast ontbreekt bij het kleinere stormvogeltje. De staart is gevorkt met bovenaan een V-vormige witte vlek.

### Levensduur
De vogel kan meer dan 20 jaar oud worden, wat zeer bijzonder is voor een vogel van dit formaat. Uit onderzoek bleek dat de telomeren van deze vogel niet korter worden als de leeftijd toeneemt; dit zou de hoge ouderdom kunnen verklaren. Mogelijk dat andere soorten uit deze familie binnenin de stormvogelachtigen deze eigenschap eveneems bezitten.

## Verspreiding en leefgebied
Deze vogel broedt in holen op rotseilanden in het Noord-Atlantische gebied. De twee grootste kolonies ter wereld bevinden zich voor de kust van Newfoundland, respectievelijk in het Ecologisch Reservaat Baccalieu Island en in het Ecologisch Reservaat Witless Bay. Daarnaast zijn er grote kolonies langs de Britse westkust en op IJsland. Na de broedtijd zwerven deze vogels ver in zee, boven diep water van de zuidelijke delen van de Atlantische Oceaan, aan de rand van het Continentaal Plat.
De soort telt twee ondersoorten:
- H. l. leucorhoa: de kusten van de noordelijke Grote Oceaan en de noordelijke Atlantische Oceaan.
- H. l. chapmani: noordwestkust van Mexico.

### Voorkomen in Nederland
Aan de Nederlandse kusten worden alleen doortrekkers waargenomen in de maanden augustus tot en met november. Het gaat dan hoogstens om een tiental waarnemingen per dag, een enkele keer om honderden. Bij zware storm zijn er sporadisch waarnemingen in het binnenland. Het gemiddeld aantal waarnemingen aan de Nederlandse kust is vijftig keer hoger dan het aantal waarnemingen van het verwante stormvogeltje.

## Status
De grootte van de wereldpopulatie werd in 2004 geschat op 20 miljoen individuen. Analyse van tellingen verricht aan meer dan 75% van de wereldpopulatie tussen 1977 en 2016, wijzen op een achteruitgang in aantallen van meer dan 30% over de duur van drie generaties. Om deze reden is het vaal stormvogeltje in 2017 als kwetsbaar op de Rode Lijst van de IUCN gezet.